# Las guardianas (película de 2017)
Las guardianas (en francés: Les gardiennes) es una película de drama francés dirigida y escrita por Xavier Beauvois. Ha tenido un reconocimiento en la sección del Festival de cine de Toronto.
El guion, escrito por Xavier Beauvois, Frédérique Moreau y Marie-Julie Maille, está basado en la novela homónima de Ernest Pérochon.

## Sinopsis
Año 1915, en plena Primera Guerra Mundial. Los hombres están en el frente y las mujeres se han quedado para defender las tierras. Hortense, una madre de familia trabajadora sin descanso, emplea en su granja a Francine, una joven huérfana, de los servicios sociales para que le ayude en el trabajo, ya que Solange, la hija, se niega a hacerlo. Las dos mujeres se llevarán bien desde el primer momento. 

## Reparto
- Nathalie Baye como Hortense.
- Iris Bry como Francine.
- Laura Smet como Solange.
- Cyril Descours como Georges.
- Gilbert Bonneau como Henri.
- Olivier Rabourdin como Clovis.
- Nicolas Giraud como Constant.

## Premios
- 2017: Festival de Mar del Plata: Selección oficial largometrajes a concurso
- 2017: Festival de Sevilla: Sección Oficial
- 2017: Premios Lumiere (Iris Bry) / pendiente